# استفان کارنو
استفان کارنو (انگلیسی: Stéphane Carnot؛ زادهٔ ۱۰ ژوئیهٔ ۱۹۷۲) بازیکن فوتبال سابق اهل فرانسه است که در پست هافبک بازی می‌کرد.
از باشگاه‌هایی که در آن بازی کرده‌است می‌توان به باشگاه فوتبال گنگام، باشگاه فوتبال اوسر، و باشگاه فوتبال موناکو اشاره کرد.